# Club Sport Áncash
Maillots
Dernière mise à jour : 21 juin 2025.
Le Club Sport Áncash est un club péruvien de football, basé à Huaraz, qui évolue en Copa Perú (3e division).
Fondé le 22 avril 1967, il entretient une grande rivalité régionale avec le José Gálvez FBC, de la ville portuaire de Chimbote, rivalité connue sous le nom de Clásico Ancashino.

## Histoire
Le club jouait en première division péruvienne, jusqu'à sa relégation en 2009, pour un point seulement. Celle-ci intervient après cinq années passées dans l'élite du football péruvien où le club évoluait depuis 2005, grâce à sa victoire l'année précédente dans la Copa Perú. Son principal succès lors de ses années en première division est une 3e place obtenue à l'issue de la saison 2007 qui lui octroie une qualification à la Copa Sudamericana 2008, son premier tournoi international. Cette place d'honneur fait suite à une amnistie très controversée de la Fédération péruvienne de football (FPF), qui sauve le club de la relégation en 2007.
Le Sport Áncash est sur le point de remonter un an après sa descente, puisqu'il est vice-champion de deuxième division en 2010 (seul le champion valide son billet en D1). En proie à des difficultés économiques, il est rétrogradé en Copa Perú (D3) en 2013 pour cause de dettes. Fin 2013, le club est rebaptisé sous le nom de Sport Áncash Fútbol Club, manœuvre qui lui permet d'échapper à ses dettes et de repartir de zéro.
Il revient en deuxième division en 2015, profitant d'un élargissement de la D2 à 16 clubs cette année-là. L'année suivante, il atteint la finale du championnat de deuxième division, perdue 0-2 face à l'Academia Cantolao. Cependant José Mallqui (en), président du Sport Áncash, conteste ce résultat et dépose une réclamation auprès de la Commission de Justice de l'ADFP-SD (institution chargée d'organiser la deuxième division au Pérou) en alléguant que son rival avait disputé la finale avec un joueur étranger en situation irrégulière (le Colombien Jefferson Collazos). En dernière instance, la Commission de Justice émanant de la FPF se prononce le 3 janvier 2017 en confirmant la victoire de l'Academia Cantolao. L'affaire n'en reste pas là puisque le Sport Áncash décide de porter plainte auprès du TAS dont la réponse, survenue le 12 janvier 2018, lui est défavorable. Ainsi le club doit disputer la saison 2018 en Copa Perú après une année 2017 catastrophique qui le voit finir bon dernier du championnat de D2.

## Résultats sportifs

### Palmarès
| Compétitions nationales | Compétitions régionales                                                                                          |
| - Copa Perú (1) : - Vainqueur : 2004. - Championnat du Pérou D2 : - Vice-champion : 2010 et 2016. - Torneo del Inca : - Finaliste : 2011. | - Ligue de la région d'Ancash (10) : - Vainqueur : 1976, 1981, 1987, 1992, 1998, 1999, 2000, 2004, 2015 et 2018. |

### Bilan et records
- Saisons au sein du championnat du Pérou : 5 (2005-2009).
- Saisons au sein du championnat du Pérou D2 : 6 (2010-2013 / 2016-2017).
- Plus large victoire obtenue en compétition officielle à domicile : Sport Áncash 12:1 San Agustín de Márcac (Copa Perú 2014).
- Plus large victoire obtenue en compétition officielle à l'extérieur : Atlético Torino 1:6 Sport Áncash (championnat D2 2012).
- Plus large défaite concédée en compétition officielle à domicile : Sport Áncash 0:5 Sporting Cristal (championnat 2009).
- Plus large défaite concédée en compétition officielle à l'extérieur : Universidad César Vallejo 8:1 Sport Áncash (championnat D2 2017).

## Personnalités historiques du club

### Joueurs

#### Joueurs emblématiques
- Natalio Portillo (es)
- Fabricio Lenci (es)
- Ronaille Calheira (es)
- Richard Estigarribia
- Germán Carty

### Entraîneurs
- Rigoberto Felandro (1977)
- Elber Rúbiñoz (1997)
- Juan Carlos Murúa (1998-2000)
- Jesús Neyra (2001)
- Héctor Chumpitaz Dulanto (2004)
- Rafael Castañeda (2005)
- Héctor Chumpitaz Dulanto (2005)
- Omar Jorge (2005)
- Héctor Chumpitaz Dulanto (2005-2006)
- Raúl Donsanti (2006)
- Ramón Mifflin (2006)
- José "Chepe" Torres (2007-2008)
- Antonio Alzamendi (2008)
- Eduardo Asca (es) (2008-2009)
- Gustavo Ferrín (es) (2009)
- Mario Flores (2009-2010)
- Roberto Mosquera (2010)
- Héctor Chumpitaz Dulanto (2010)
- Francisco Melgar (es) (2011)
- Jesús Oropesa (2012)
- José "Chepe" Torres (2013)
- Miguel Guzmán (2013)
- Giancarlo Riega (2013)
- Víctor Bullón (2013)
- Medardo Arce (2014)
- Guido Medina (2014)
- Saúl Berna (2014-2015)
- Víctor Bullón (2015)
- Héctor Chumpitaz Dulanto (2015)
- Francisco Melgar (es) (2016)
- Víctor Bullón (2016)
- Jorge Amado Nunes (2016)
- Celestino Huaranga (intérim) (2016)
- Orlando Maltese (2016-2017)
- Celestino Huaranga (intérim) (2017)
- Alejandro Guerrero Narváez (2017)
- Paolo Maldonado (2017-2018)
- Matías Tatangelo (2018)
- Juan José Jayo (2018)
- Celestino Huaranga (2019)
- Nilton Gómez (2019)
- Junior Fernández (2019)
- Eder Méndez (2022)
- Celestino Huaranga (jan. 2023-juin 2023)
- ?? (juin 2023-fév. 2025)
- Eduardo Vargas (depuis fév. 2025)